# تشاه حسن كردي (أيسين)
تشاه حسن کردي (بالفارسية: چاه حسن کهوری) هي مستوطنة تقع في إيران في قسم أيسين الريفي. يقدر عدد سكانها بـ 180 نسمة .